# 16 бит
В компьютерной архитектуре — 16-разрядные целые числа, адреса памяти, или другие типы данных размером 16 битов (2 октета). Шестнадцатиразрядные ЦПУ и АЛУ — архитектуры, основанные на регистрах и шинах данного размера. 16-бит — также название поколения компьютеров, когда шестнадцатиразрядные процессоры были стандартны. Разрядность микропроцессора определяется только разрядностью внутренних основных регистров микропроцессора и способностью производить операции над ними. Разрядность адресации памяти и разрядность шины на разрядность процессора не влияют (так и обратной зависимости не существует). Так, например, шестнадцатиразрядные системы могут адресовать до 16 МБ ОЗУ при наличии 24-разрядной шины памяти, как, например, Intel 80286. При этом существуют примеры шестнадцатиразрядных микропроцессоров, адресующих гораздо больший размер памяти. В то же время существуют шестнадцатиразрядные микропроцессоры, которые адресуют гораздо меньший объём памяти (меньше 1 КБ) или даже вообще не умеют работать с внешней памятью.

## Шестнадцатибитная архитектура
HP BPC, представленный в 1975 году, был первым 16-разрядным микропроцессором в мире. Примеры известных 16-разрядных процессоров: DEC F11, J11, T11, Intel 8086, 80286, WDC 65C816, Texas Instruments TMS9900, Zilog Z8000. Intel 8088 был программно-совместим с Intel 8086, и имел 16-разрядные инструкции, хотя его внешняя шина была 8-разрядная.
16-разрядное целое может хранить {\displaystyle 2^{16}} (или 65 536) уникальных значений. В беззнаковом представлении это значения целых чисел от 0 до 65 535; с использованием «дополнения до двух» диапазон возможных значений: от −32 768 до 32 767. Таким образом, процессоры с 16-разрядной адресацией памяти могут получить прямой доступ 64 КБ адресуемой памяти.
16-разрядные процессоры были почти полностью вытеснены в отрасли персональных компьютеров, но по-прежнему используется в самых разнообразных встраиваемых приложениях. Например, 16-разрядный процессор XAP используется во многих ASIC.

## Список 16-битных процессоров
- Data General
  - Nova
- Digital Equipment Corporation
  - LSI-11
  - F-11
  - J-11
  - T-11
- EnSilica
  - eSi-1600
- General Instrument
  - General Instrument CP1600
- MERA
  - K-202
- National Semiconductor
  - IMP-16
- NEC
  - V20/V30
- Seiko Epson
  - EPSON S1C17 family
- Texas Instruments
  - Texas Instruments TMS9900
  - MSP430
- Intel
  - Intel 8086/Intel 8088
  - Intel 80186/Intel 80188
  - Intel 80286
  - Intel MCS-96
- Infineon
  - XE166 family
  - C166 family
  - C167 family
- Zilog
  - Zilog Z8000
- Freescale
  - Freescale 68HC12
  - Freescale 68HC16
- Western Digital
  - MCP-1600
- Western Design Center
  - WDC 65816/65802
- Ангстрем
  - К1801ВМ1